# Azmi ad-Dakka
Azmi ad-Dakka, Azmi Al-Daqqa (arab. عزمي الدقة, ʿAzmī ad-Daqqa; ur. 28 kwietnia 1960 w Tulkarm, zm. 22 maja 2017) – palestyński dyplomata. Od 11 stycznia 2012 był akredytowany jako ambasador nadzwyczajny i pełnomocny Palestyny w Rzeczypospolitej Polskiej.

## Życiorys
Wykształcenie:
- 1978 – liceum w Attil
- 1985 – ukończył studia medyczne – Kaul University.

Kariera zawodowa:
- 1986–1988 – szef palestyńskiego zespołu medycznego w Sierra Leone
- 1988–1990 – pierwszy sekretarz Departamentu Politycznego OWP w Tunisie
- 1990–1991 – chargé d’affaires a.i. w Kolombo
- 1991–1993 – chargé d’affaires a.i. oraz szef Misji w Manili
- 1993–1997 – radca w Kuala Lumpur
- 1997–2006 – radca-minister i zastępca szefa Misji w Kuala Lumpur
- 2006–2011 – ambasador w Nigerii
- 2007–2011 – ambasador akredytowany w Beninie
- 2007–2011 – stały przedstawiciel Państwa Palestyny w ECOWAS (Wspólnota Gospodarcza Państw Afryki Zachodniej)

Znał języki: arabski i angielski. Był żonaty, miał dwoje dzieci.
Zmarł 22 maja 2017.